# Управління внутрішніх доходів Сінгапуру

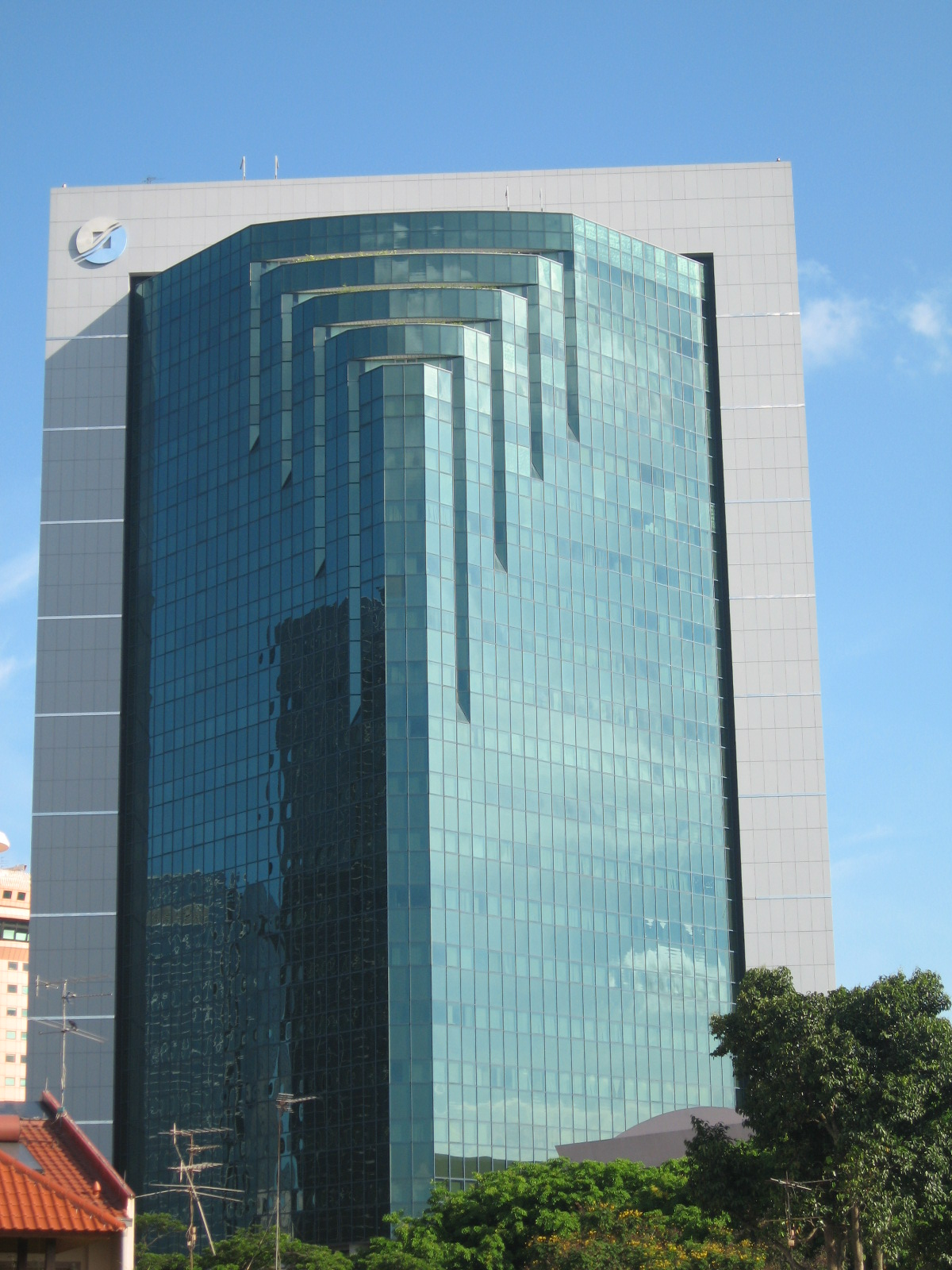
Revenue House, штаб-квартира Управління внутрішніх доходів Сінгапуру.

Управління внутрішніх доходів Сінгапуру (IRAS) є статутною радою при Міністерстві фінансів Сінгапуру, яка відповідає за збір податків.

## Історія
Департамент податку на прибуток Сінгапуру був створений у 1947 році для виконання Указу про податок на прибуток.
Фактичне нарахування податків почалося лише в листопаді 1948 року. У перший рік діяльності Управління оцінило близько 40 тисяч індивідуальних податкових декларацій та тисячі корпоративних декларацій. Загальна сума податків, зібраних за період з 1 січня 1948 року по 31 грудня 1949 року, становила понад 33 мільйонів доларів.

### 1960-ті роки
Департамент внутрішніх доходів був утворений у 1960 році, шляхом об'єднання різноманітних доходів, які управлялися низкою окремих установ.

### 1970-ті роки
У цей час відбувалося стрімке зростання сфери послуг, і значні ресурси були спрямовані на навчання персоналу. У 1972 році було впроваджене мікрофільмування, щоб заощадити місце та зменшити час витрачений на обробку файлів. Також були комп'ютеризовані розрахунки та збір податку на майно.

### 1980-ті роки
Було внесено зміни до державної політики, стимулів і податків, щоб зробити економіку більш конкурентоспроможною. Наприкінці 1980-х років відбувся значний зсув у бік зниження як корпоративних, так і індивідуальних податків. У 1987 році ставки корпоративного податку були знижені з 40 % до 33 %.

### 1990-ті роки
Відбувся зсув у бік зниження прямих податків, а увага була зосереджена на непрямих податках. Тенденція до непрямого оподаткування призвела до запровадження податку на товари та послуги (GST) у 1994 році. Це податок на внутрішнє споживання, який застосовується до всіх товарів та послуг, що постачаються в Сінгапурі, за винятком фінансових послуг та житлової нерухомості. Саме в цей період прискорилася тенденція зниження ставок податку для юридичних та фізичних осіб.

### 2000 по 2010/2016
В центрі уваги управління була політика інвестицій та залучення талантів. Податкові ставки були додатково знижені та наразі обмежені на рівні 18 % для компаній та 20 % для фізичних осіб.

### 2010/2017 і далі
Податкова ставка змінена на 17 % для компаній та максимум 22 % для фізичних осіб.